# Cryphaea filiformis
Cryphaea filiformis är en bladmossart som beskrevs av Bridel 1819 [1818. Cryphaea filiformis ingår i släktet Cryphaea och familjen Cryphaeaceae. Inga underarter finns listade i Catalogue of Life.